# Un po' di Zucchero
Un po' di Zucchero è l'album di debutto del cantautore italiano Zucchero Fornaciari, pubblicato il 4 aprile 1983.

## Il disco

### Composizione
Il disco, che non comprende il brano Canto te, con il quale nell'estate del 1981 l'artista vinse il Festival di Castrocaro, fu registrato negli studi Polygram di Milano tra il settembre 1982 ed il febbraio 1983, ad eccezione del brano Una notte che vola via, partecipante al Festival di Sanremo 1982. L'album, realizzato in parziale disaccordo con la casa discografica, non ebbe successo e venne successivamente disconosciuto da Zucchero, che non ne eseguì più brani dal vivo e non li incluse nelle varie raccolte ufficiali.
Gli arrangiamenti e la direzione d'orchestra sono curati da Vince Tempera. I tecnici del suono sono Bruno Malasoma e Davide Marinone. La copertina è curata da Luciano Tallarini.

### Canzoni
Nuvola partecipò alla successiva edizione della manifestazione, nella quale fu presentato anche Stiamo insieme, interpretato nell'occasione da Richard Sanderson.

## Tracce
Testi e musiche di Adelmo Fornaciari, tranne dove diversamente indicato.

### Versione originale
1. Una notte che vola via – 4:04 (testo: Adelmo Fornaciari, Carlo D'Apruzzo)
2. Non aver paura – 2:32 (testo: Adelmo Fornaciari, Luigi Albertelli)
3. Tempo ne avrai – 3:56 (testo: Adelmo Fornaciari, Luigi Albertelli)
4. Fuoco nel mattino – 3:42
5. Che destino sei – 3:17 (testo: Adelmo Fornaciari, Luigi Albertelli)
6. Nuvola – 3:03
7. Come l'aria – 3:10 (testo: Adelmo Fornaciari, Luigi Albertelli)
8. Perché sei bella – 4:03
9. Sandra – 2:40 (testo: Adelmo Fornaciari, Luigi Albertelli)
10. Stiamo insieme – 3:34

### Versione a edizione limitata (2016)
Il vinile del disco è stato nuovamente pubblicato nel box set ad edizione limitata Studio Vinyl Collection del 2016.

## Formazione
- Zucchero: voce, chitarra
- Ares Tavolazzi: basso
- Ellade Bandini: batteria
- Dino D'Autorio: basso
- Lele Melotti: batteria
- Massimo Luca: chitarra
- Piero Cairo: tastiera, programmazione
- Vince Tempera: tastiera
- Gabriele Balducci, Paola Orlandi, Silvano Fossati, Pino Ferro, Eloisa Francia, Moreno Ferrara, Silvio Pozzoli: cori